# Danyło Kartawy
Danyło Dmytrowycz Kartawy (ukr. Данило Дмитрович Картавий; ur. 10 lipca 1994) – ukraiński zapaśnik startujący w stylu wolnym. Zajął siódme miejsce na mistrzostwach Europy w 2018. Trzeci na akademickich MŚ w 2016. 
Trzeci na MŚ U-23 w 2017. Drugi na ME U-23 w 2016 roku.